# Presidente Pinto (1890)
«Пресіденте Пінту» — захищений крейсер типу «Пресіденте Еррасуріс» ВМС Чилі. Як і корабель-побратим, захищений крейсер «Пресіденте Еррасуріс», у Франції під наглядом Хуана Хосе Латорре. Кораблі були замовлені в 1887 році президентом Хосе Мануелем Бальмаседа незадовго до початку громадянської війни в Чилі 1891 року.

## Історія служби
Під час війни два крейсери перебували незавершеними на французьких верфях поряд із  лінійним кораблем «Капітан Прат». Якби ці кораблі отримали прихильники президента, морська перевага прихильників Конгресу була б серйозно поставлена під сумнів. Сили Конгресу офіційно попросили затримати кораблі. Жоден з трьох кораблів не брав участі в громадянській війні.
«Пресіденте Пінту» був спущений на воду та відправлений до Чилі 5 серпня 1891 року, перш ніж був завершений. Його артилерія була доставлена англійським торговим судном в Північному морі під час транзиту до Чилі.
Подорож крейсера до Чилі трапилася з деякими проблемами. Корабель був змушений була повернутися до Гавру, через непокору екіпажу. Він прибув до Вальпараїсо у вересні 1892 року, занадто пізно, щоб брати участь у громадянській війні.
Двигуни довелося ремонтувати через неналежне обслуговування під час подорожі до Чилі.
У жовтні 1896 року президент Пінто був направлений до Гуаякіля, щоб надати допомогу під час великої пожежі, яка спустошила місто, а також скористався можливістю доставити до Чилі останки лейтенанта Мануеля Хоакіна Орельї, видатного морського офіцера Тихоокеанської війни, який мав помер там у 1881 році аби його перепоховали всередині Пам’ятника героям Ікіке у Вальпараїсо.
У 1902 році, під час Тисячоденної війни, колумбійський уряд безуспішно намагався придбати «Пресіденте Пінту».
Крейсер втрачений через корабельну аварію в нижній частині бухти Велауе 26 травня 1905 року.